# Шавлохов, Давид Феликсович
Давид Феликсович Шавлохов (род. 24 февраля 1998, Ессентуки, Ставропольский край) — российский футболист, защитник клуба «Тюмень».
В 2016 году играл за клуб «Ессентуки», выступавший тогда на любительском уровне. Одновременно работал в автомастерской.
С 2019 года в клубе «Алания», в составе которой в 2020 году поднялся в ФНЛ, а в 2022 году дошёл до полуфинала Кубка России, где его команда уступила московскому «Динамо».